# All I Am
All I Am è un singolo della cantante britannica Jess Glynne, pubblicato il 17 agosto 2018 come secondo estratto dal secondo album in studio Always in Between.

## Descrizione
La canzone usa un sample della linea del basso di Finally, brano house del 2000 realizzato da Sandy Rivera sotto lo pseudonimo di Kings of Tomorrow. È stato risuonato da Mark Summers della Scorccio.

## Video musicale
Il video musicale è stato pubblicato lo stesso giorno dell'uscita del singolo, il 17 agosto 2018, sul canale ufficiale di YouTube della cantautrice. Il video, diretto da Declan Whitebloom, riprende Jess Glynne durante la preparazione di alcuni concerti live, insieme ai propri collaboratori e amici.

## Tracce
Testi di Jess Glynne, Janée Bennett, Bastian Langerbeak, James Newman, Sandy Rivera, musiche di Jess Glynne e Mark Ralph.
1. All I Am – 3:39

## Classifiche
| Classifica (2018)  | Posizione massima |
| ------------------ | ----------------- |
| Australia          | 92                |
| Belgio (Fiandre)   | 23                |
| Belgio (Vallonia)  | 38                |
| Euro Digital Songs | 6                 |
| Irlanda            | 10                |
| Italia             | 78                |
| Nuova Zelanda      | 19                |
| Paesi Bassi        | 60                |
| Lettonia           | 12                |
| Slovenia           | 33                |
| Regno Unito        | 7                 |